# Lewis E. Sawyer
Lewis Ernest Sawyer (* 24. Juni 1867 im Shelby County, Alabama; † 5. Mai 1923 in Hot Springs, Arkansas) war ein US-amerikanischer Politiker. Zwischen März und Mai 1923 vertrat er den sechsten Wahlbezirk des Bundesstaates Arkansas im US-Repräsentantenhaus.

## Werdegang
Noch in seiner Kindheit zog Lewis Sawyer mit seinen Eltern in das Lee County in Mississippi. Dort besuchte er die öffentlichen Schulen. Danach studierte er an der University of Mississippi in Oxford. Nach einem Jurastudium und seiner Zulassung als Rechtsanwalt begann er 1895 in Friars Point, ebenfalls im Staat Mississippi, in diesem Beruf zu arbeiten. Im Jahr 1896 wurde er auch Bürgermeister dieser Gemeinde.
Während des Spanisch-Amerikanischen Krieges diente er auf den Philippinen. Nach seiner Rückkehr praktizierte er in Iuka (Mississippi) als Anwalt. Im Jahr 1900 zog Sawyer nach Hot Springs in Arkansas, wo er ebenfalls als Jurist tätig wurde. Er war Mitglied der Demokratischen Partei und wurde in den Jahren 1913 und 1915 in das Repräsentantenhaus von Arkansas gewählt, dessen Speaker er von 1915 bis 1917 als Nachfolger von Joe Hardage war.
Bei den Kongresswahlen des Jahres 1922 wurde Sawyer im sechsten Distrikt von Arkansas in das US-Repräsentantenhaus in Washington gewählt, wo er am 4. März 1923 Chester W. Taylor ablöste. Er konnte sein neues Mandat aber nicht lange ausüben, weil er bereits am 5. Mai desselben Jahres in Hot Springs verstarb. Nach einer Nachwahl fiel sein Sitz dann an James B. Reed.